# Max Bulla
Max Bulla (Wenen, 26 september 1905 – Pitten, 1 maart 1990) was een Oostenrijks wielrenner. Hij was als professioneel wielrenner actief tussen 1926 en 1949. Bulla was fel gekant tegen de Duitse inval in 1938, die als gevolg had dat zijn vaderland Oostenrijk tot het Duitse Rijk ging behoren. Hij weigerde onder Duitse vlag te rijden en leverde zijn proflicentie in. Pas na de Tweede Wereldoorlog vroeg hij een nieuwe Oostenrijkse licentie aan. Bulla was de eerste winnaar van de Ronde van Zwitserland en won in 1931 het Kampioenschap van Zürich. Verder boekte hij verschillende etappezeges in de Ronde van Frankrijk en de Ronde van Spanje. Max Bulla was de eerste en tot nog toe enige Oostenrijkse geletruidrager in de Ronde van Frankrijk.

## Belangrijkste overwinningen
1926
- Oostenrijks kampioenschap op de weg, Elite

1927
- Oostenrijks kampioenschap op de weg, Elite

1931
- 15e etappe Ronde van Duitsland
- Kampioenschap van Zürich
- Tour du Lac Léman
- Marseille-Lyon
- 12e etappe Ronde van Frankrijk (onafhankelijke)
- 17e etappe Ronde van Frankrijk (onafhankelijke)
- Eindklassement Ronde van Frankrijk (onafhankelijke)
- 2e etappe Ronde van Frankrijk
- 12e etappe Ronde van Frankrijk
- 17e etappe Ronde van Frankrijk

1933
- 2e etappe Ronde van Zwitserland
- 3e etappe Ronde van Zwitserland
- Eindklassement Ronde van Zwitserland

1934
- 5e etappe Ronde van Zwitserland

1935
- 8e etappe Ronde van Spanje
- 10e etappe Ronde van Spanje

1936
- 7e etappe Ronde van Zwitserland

## Resultaten in voornaamste wedstrijden
| \| Jaar \| Ronde van Italië \| Ronde van Frankrijk \| Ronde van Spanje \| \| ---- \| ---------------- \| ------------------- \| ---------------- \| \| 1931 \| \| 15e (3) \| \| \| 1932 \| \| 19e \| \| \| 1933 \| \| opgave \| \| \| 1934 \| 47e \| \| \| \| 1935 \| \| \| 5e (2) \| \| 1936 \| \| opgave \| \|(*) tussen haakjes aantal individuele etappe-overwinningen |                  |                     |                  |
| Jaar | Ronde van Italië | Ronde van Frankrijk | Ronde van Spanje |
| 1931 |                  | 15e (3)             |                  |
| 1932 |                  | 19e                 |                  |
| 1933 |                  | opgave              |                  |
| 1934 | 47e              |                     |                  |
| 1935 |                  |                     | 5e (2)           |
| 1936 |                  | opgave              |                  |